# بحر

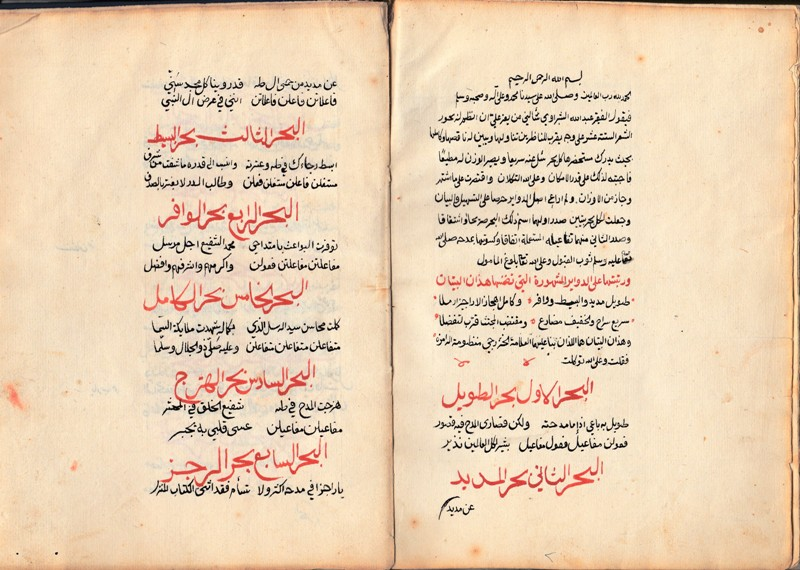
دو برگ از رساله‌ای دست‌نویس دربارهٔ عروض عربی، متعلق به سال ۱۸۴۱ میلادی

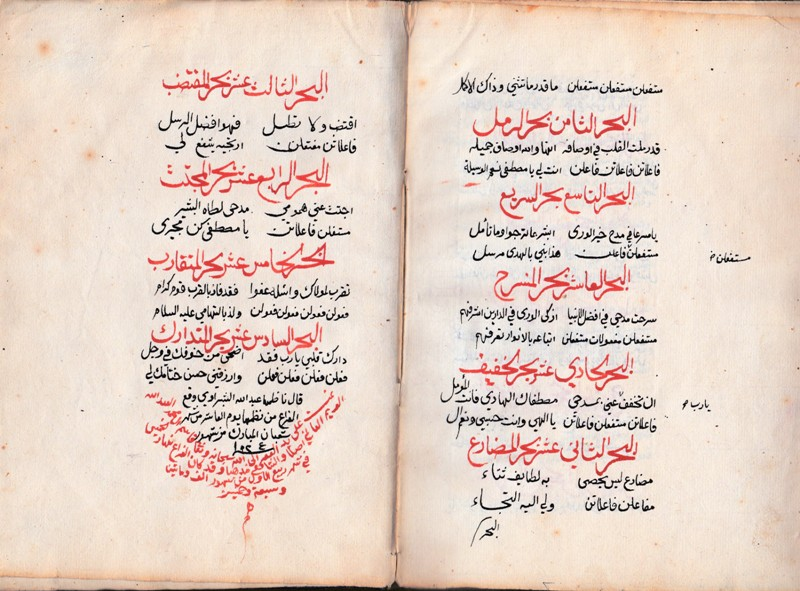
دو برگِ دیگر از همان رساله

بحر اصطلاحی است در وزن شعرِ عروضی که به هر مجموعه از وزن‌های عروضی، که براساس نظم نزدیک به هم افاعیل آن دسته‌بندی شده‌اند گفته می‌شود. هر بحر از تکرار کلماتی که به آن اَفاعیل گفته می‌شود پدید می‌آید.

هر بیت شعر باید از دو مصراع که هر دو در یک بحر قرار دارند، ساخته شده‌باشد. بدین ترتیب، بیتی موزون در یک بحر پدید می‌آید.
بحر در لغت، یعنی «دریا»، و آن «شکافی است فراخ در زمین، دارای آب بسیار»، و در اصطلاح عروض عبارت است از کیفیت وزنی یا آهنگیِ ویژه، برآمده از تکرار یا ترکیب یک یا چند رکن عروضی، و به‌گفتهٔ خواجه نصیرالدین طوسی، «تکرار ارکان» که اَفاعیل هم خوانده شده است.
بحر ازنظر خلیل بن احمد فراهیدی، بنیادگذار عروض عرب (درگذشته در سال ۱۷۰ ه‍.ق) و پیروان او، هشت رکن اصلی دارد. این ارکان که به زبان سنت، اَفاعیل نامیده می‌شوند، عبارتند از: مَفاعیلُن، مُستَفعِلُن، فاعِلاتُن، مَفاعَلَتُن، مُتَفاعِلُن، فَعولُن، فاعِلُن و مَفعولاتُ. خلیل بن احمد، وزن‌های اصلیِ شعر عرب را در پنج «دایره» و پانزده بحر محدود ساخته، و پس از او، شاگردش، اخفشِ نحوی (سدهٔ سوم ه‍.ق)، بحر مُتَدارک را بدان‌ها افزوده است. بر این اساس، وزن‌های شعری در دایره‌های عروضی عبارتند از:
1. دایرهٔ نخست: مختلفه، دارای بحرهای طویل و مدید و بسیط؛
2. دایرهٔ دوم: مؤتلفه، دارای بحرهای وافر و کامل؛
3. دایرهٔ سوم: مُجتَلبه، دارای بحرهای هَزَج و رجز و رَمَل؛
4. دایرهٔ چهارم: مشتبهه، دارای بحرهای مُنسَرِح و خفیف و مُضارِع و مُقتَضَب و سریع و مُجتَثّ؛
5. دایرهٔ پنجم: متّفقه، دارای بحرهای متقارب و متدارک.

بعدها عروضیان ایرانی دایره‌های دیگری برای بحرهای ویژهٔ فارسی یا بحرهای مشترکی که به‌گونه‌ای ویژه و متفاوت با گونه‌های عربی سروده شده، وضع کردند.

اگر افاعیلِ گفته‌شده بدون تغییر، تکرار یا ترکیب شوند، بحرهای به‌دست‌آمده را «سالم» می‌گویند، و اگر تغییراتی یایند، آن بحرها را «مُزاحَف» می‌نامند. هر تغییری نامی دارد و هر رکنی بنا به تغییراتی که می‌یابد، لقبی پیدا می‌کند.
هر بحری فراخور حال و مقالی است چنان‌که بحر متقارب برای حماسه و تاریخ، بحر رمل برای پند و اندرز، و بحر هزج برای عشق و جوانی و داستان‌های عاشقانه مناسبت دارد.

## اقسام بحر
هر دسته از اوزان شعر بر اساس اشتراکات نظمی افاعیل در یک مجموعه به‌عنوان بحر عروضی تقسیم‌بندی می‌شوند که بستگی به نوع تکرار (افاعیل) آنها در دو نوع کلی هستند:
- «دسته اول← متّفق‌الارکان»: که از تکرار افاعیل عروضی به‌دست می‌آید، شامل بحرهای:
  -  هزج (مفاعیلن)،
  -  رمل (فاعلاتن)،
  -  رجز (مستفعلن)،
  -  متقارب (فعولن)،
  -  متدارک (فاعلن)،
  -  وافر (مفاعلتن)،
  -  کامل (متفاعلن).
- «دسته دوم← مختلف‌الارکان»: که از ترکیب و تکرار افاعیل عروضی به‌دست می‌آید، شامل بحرهای:
  - مُضارِع (مفاعیلن فاعلاتن)،
  - طویل (فعولن مفاعیلن)،
  - مدید (فاعلاتن فاعلن)،
  - بسیط (مستفعلن فاعلن)،
  - جدید (فاعلاتن فاعلاتن مستفعلن)،
  - قریب (مفاعیلن مفاعیلن فاعلاتن)،
  - مُشاکِل (فاعلاتن مفاعیلن مفاعیلن)،
  - مُقْتَضَب (مفعولاتُ مستفعلن)،
  - مُجْتَثّ (مستفعلن فاعلاتن)،
  - سریع (مستفعلن مستفعلن مفعولاتُ)،
  - خفیف (فاعلاتن مستفعلن فاعلاتن)،
  - مُنْسَرِح (مستفعلن مفعولاتُ)

از «نوزده» بحر عروضی بحرهای جدید، قریب و مشاکل ویژهٔ شعر فارسی است و در عربی کاربردی ندارد و بحرهای طویل، مدید، بسیط، وافر و کامل مختص شعر عربی است و در فارسی بسیار کم کاربرد است. یازده بحر دیگر مشترک است.
این اختلاف، ناشی از ویژگی‌های زبانی، شعری و احساسیِ دو زبان فارسی و عربی است.

## زحافات عروضی
زحاف، به معنی دور شدن از اصل؛ تغییرات سه‌گانه (حذف، افزودن یا تبدیل کمّیت) هجاها، در ارکان اصلی و سالم هشتگانه (مفاعیلن، فاعلاتن، مستفعلن، فعولن، فاعلن، متفاعلن، مفاعلتن و مفعولاتُ) بحور عروضی است که موجب استخراج و گسترش اوزان متعدد می‌شود. جمع زحاف، زحافات یا ازاحیف است. وزن تغییریافته را مزاحف گویند. (در عروض سنتی به‌جای هجاها، معیار تغییرات (زحاف) حروف و حرکاتِ پایه‌های عروضی است)
زحافات مشهور عروض عربی «قبض، قصر، حذف، خبن، کفّ، شکل، خرم، خرب، شتر، قطع، تشعیث، طیّ، وقف، کشف، صلم، اسباغ، اذاله و…» است که در اشعار فارسی هم کاربرد دارند. و ازاحیف سیزده‌گانه مختص عروض فارسی «جدع، هتم، جحف، تخنیق، سلخ، طمس، جبّ، زلل، نحر، رفع، ربع، بتر و حذذ» می‌باشد.
اقسام تغییرات زحاف (بر اساس هجاها):
1. حذف: زدودن یک یا چند هجا از ارکان عروضی. مانند حذف هجای پایانی در رکن مفاعیلن (ل - - -) و تبدیل به فعولن (ل - -) «زحاف حذف»
2. تبدیل: تغییر کمیّت یک یا چند هجا از ارکان عروضی. مانند کوتاه کردن هجای آخر رکن مفاعیلن (ل - - -) و تبدیل به مفاعیلُ (ل - - ل) «زحاف کفّ»
3. اضافه: افزودن یک هجا به آخر یک رکن عروضی. مانند افزودن یک هجای بلند به آخر رکن مفاعیلن (ل - - -) و تبدیل به مفاعیلاتن (ل - - - -) «زحاف ترفیل»

در مواردی که تنها یک نوع تغییر در رکن عروضی پدید می‌آید «زحاف مفرد» و در مواردی که بیش از یک نوع تغییر روی می‌دهد «زحاف مرکب» نامیده می‌شود.

## بحور متفق‌الارکان
هفت بحر متفق‌الارکان شامل: هزج (مفاعیلن) - رمل (فاعلاتن) - رجز (مستفعلن) - متقارب (فعولن) - متدارک (فاعلن) - کامل (متفاعلن) - وافر (مفاعلتن).

### بحر هزج
بحر هزج، از بحور متّفق‌الارکان شعر فارسی که از تکرار «مَفاعیلُن» (ل - - -) یا زحافات آن تشکیل شده است. هزج به معنی سرود و آواز است. مشهورترین وزن آن:
مفاعیلن مفاعیلن مفاعیلن مفاعیلن (ل - - - |ل - - - |ل - - - |ل - - -): بحر هزج مثمن سالم
الا یا ایها الساقی ادر کاسا و ناولها / که عشق آسان نمود اول ولی افتاد مشکلها (حافظ)
اوزان پرکاربرد آن:
- مفاعیلن مفاعیلن مفاعیلن مفاعیلن: بحر هزج مثمن سالم (ششمین وزن پرکاربرد شعر فارسی)
- مفعولُ مفاعیلُ مفاعیلُ فعولن: بحر هزج مثمن اخرب مکفوف محذوف (هفتمین وزن پرکاربرد شعر فارسی)
- مفعولُ مفاعیلن مفعولُ مفاعیلن: بحر هزج مثمن اخرب
- مفاعیلُ مفاعیلُ مفاعیلُ فعولن: بحر هزج مثمن مکفوف محذوف
- مفاعیلن مفاعیلن فعولن: بحر هزج مسدس محذوف (هشتمین وزن پرکاربرد شعر فارسی - وزن دوبیتی)
- مفعولُ مفاعلن فعولن: بحر هزج مسدس اخرب مقبوض محذوف
- مفعولُ مفاعیلُ مفاعیلُ فَعَل: بحر هزج مثمن اَخرب مکفوف مجبوب (وزن اصلی رباعی)
- مفعولُ مفاعلن مفاعیلُ فَعَل: بحر هزج مثمن اَخرب مقبوض مکفوف مجبوب «گونه اصلی رباعی: پرکاربردترین گونه»[۲]
- مفعولُ مفاعلن مفاعیلن: بحر هزج مسدس اخرب مقبوض

### بحر رمل
بحر رمل، از بحور متّفق‌الارکان شعر فارسی که از تکرار «فاعِلاتُن» (- ل - -) یا زحافات آن تشکیل شده است. رمل به معنی حصیربافتن است. مشهورترین وزن آن:
فاعلاتن فاعلاتن فاعلاتن فاعلاتن (– ل – – |– ل – – |– ل – – |– ل – –): بحر رمل مثمن سالم
روزگار است این که گه عزّت دهد گه خوار دارد / چرخ بازیگر از این بازیچه‌ها بسیار دارد (قائم مقام فراهانی)
اوزان پرکاربرد آن:
- فاعلاتن فاعلاتن فاعلاتن فاعلاتن: بحر رمل مثمن سالم
- فاعلاتن فاعلاتن فاعلاتن فاعلن: بحر رمل مثمن محذوف (سومین وزن پرکاربرد شعر فارسی)
- فاعلاتن فاعلاتن فاعلن: بحر رمل مسدس محذوف (از اوزان مشترک با مثنوی)
- فَعَلاتن فَعَلاتن فَعَلاتن فَعَلاتن: بحر رمل مثمن مخبون
- فَعَلاتن فَعَلاتن فَعَلاتن فَعَلن: بحر رمل مثمن مخبون محذوف (چهارمین وزن پرکاربرد شعر فارسی)
- فَعَلاتن فَعَلاتن فَعَلن: بحر رمل مسدس مخبون محذوف
- فَعِلاتُ فاعلاتن فَعِلاتُ فاعلن: بحر رمل مثمن مشکول

### بحر رجز
بحر رجز، از بحور متّفق‌الارکان شعر فارسی که از تکرار «مُستَفعِلُن» (- - ل -) یا زحافات آن تشکیل شده است. رجز به معنی سرعت و اضطراب است. مشهورترین وزن آن:
مستفعلن مستفعلن مستفعلن مستفعلن (– – ل – |– – ل – |– ل – – |– – ل –): بحر رجز مثمن سالم
ای ساربان آهسته ران کارام جانم می‌رود / وان دل که با خود داشتم با دلستانم می‌رود (سعدی)
اوزان پرکاربرد آن:
- مستفعلن مستفعلن مستفعلن مستفعلن: بحر رجز مثمن سالم
- مفتعلن مفاعلن مفتعلن مفاعلن: بحر رجز مثمن مطوی مخبون
- مفتعلن مفتعلن مفتعلن مفتعلن: بحر رجز مثمن مطوی
- مفاعلن مفاعلن مفاعلن مفاعلن: بحر رجز مثمن مخبون

### بحر متقارب
بحر مُتقارِب، از بحور متّفق‌الارکان شعر فارسی که از تکرار «فَعولُن» (ل – –) یا زحافات آن تشکیل شده است. متقارب به معنی نزدیک شونده است. مشهورترین وزن آن:
فعولن فعولن فعولن فعولن (ل – – |ل – – |ل – – |ل – –): بحر متقارب مثمن سالم
سلامی چو بوی خوش آشنایی / بر آن مردم دیدهٔ روشنایی (حافظ)
اوزان پرکاربرد آن:
- فعولن فعولن فعولن فعولن: بحر متقارب مثمن سالم
- فعولن فعولن فعولن فَعَل: بحر متقارب مثمن محذوف (وزن مثنوی‌های حماسی از جمله شاهنامه فردوسی)
- فعولُ فع لن فعولُ فع لن: بحر متقارب مثمن مقبوض اثلم

وزن: فعولُن فعولُن فعولُن فَعَل (بحر متقارب مثمن محذوف) پرکاربردترین وزن این بحر است که آثاری چون شاهنامهٔ فردوسی، بوستان سعدی و گرشاسب‌نامهٔ اسدی توسی بدین بحر و در وزن یادشده سروده شده‌اند. ساقی‌نامه‌ها نیز بر این وزن هستند.

### بحر متدارک
بحر مُتدارِک، از بحور متّفق‌الارکان شعر فارسی که از تکرار «فاعِلُن» (- ل -) یا زحافات آن تشکیل شده است. متدارک به معنی دریابنده و درک شونده است. مشهورترین وزن آن:
فاعلن فاعلن فاعلن فاعلن (– ل – |– ل – |– ل – |– ل –): بحر متدارک مثمن سالم
ای صبا صبحدم چون رسی سوی او / حال من عرضه ده با سگ کوی او (مشتاق اصفهانی)
اوزان پرکاربرد آن:
- فاعلن فاعلن فاعلن فاعلن: بحر متدارک مثمن سالم
- فاعلن فاعلن فاعلن فع: بحر متدارک مثمن اَحذّ
- فَعِلن فَعِلن فَعِلن فَعِلن: بحر متدارک مثمن مخبون
- فع لن فَعِلن فع لن فَعِلن: بحر متدارک مثمن مقطوع مخبون

### بحر کامل
بحر کامل، از بحور متّفق‌الارکان شعر فارسی که از تکرار «مُتفاعِلُن» (ل ل - ل -) یا زحافات آن تشکیل شده است. کامل در لغت به معنی تمام است. مشهورترین وزن آن:
متفاعلن متفاعلن متفاعلن متفاعلن (ل ل – ل – | ل ل – ل – | ل ل – ل – | ل ل – ل –): بحر کامل مثمن سالم
چه شود به چهرهٔ زرد من نظری برای خدا کنی / که اگر کنی همه درد من به یکی کرشمه دوا کنی (هاتف اصفهانی)
اوزان پرکاربرد آن:
- متفاعلن متفاعلن متفاعلن متفاعلن: بحر کامل مثمن سالم
- متفاعلن فعلاتن متفاعلن فعلاتن: بحر کامل مثمن مقطوع

### بحر وافر
بحر وافر، از بحور متّفق‌الارکان شعر فارسی که از تکرار «مَفاعَلَتُن» (ل – ل ل –) یا زحافات آن تشکیل شده است. وافر در لغت به معنی بسیار و فراوان است. مشهورترین وزن آن:
مفاعلتن مفاعلتن مفاعلتن مفاعلتن (ل – ل ل – |ل – ل ل – |ل – ل ل – |ل – ل ل –): بحر وافر مثمن سالم
چه شد صنما که سوی کسی به چشم رضا نمی‌نگری / ز رسم جفا نمی‌گذری طریق وفا نمی‌سپری (عروض سیفی)
اوزان پرکاربرد آن:
- مفاعلتن مفاعلتن مفاعلتن مفاعلتن: بحر وافر مثمن سالم
- مفاعلتن مفاعلتن فعولن: بحر وافر مسدس مقطوف

## بحور مختلف‌الارکان
دوازده بحر مختلف‌الارکان شامل: مُضارِع (مفاعیلن فاعلاتن) - طویل (فعولن مفاعیلن) - مدید (فاعلاتن فاعلن) - خفیف (مستفعلن فاعلاتن) - مُجْتَثّ (مستفعلن فاعلاتن) - سریع (مستفعلن مستفعلن مفعولاتُ) - مُنْسَرِح (مستفعلن مفعولاتُ) - مُقْتَضَب (مفعولاتُ مستفعلن) - بسیط (مستفعلن فاعلن) - جدید (فاعلاتن فاعلاتن مستفعلن) - قریب (مفاعیلن مفاعیلن فاعلاتن) - مُشاکِل (فاعلاتن مفاعیلن مفاعیلن)

### بحر مضارع
بحرِ مُضارع، از بحور مختلف‌الارکان شعر فارسی است که از ترکیب و تکرار دو رکن «مَفاعیلُن/ فاعِلاتُن» یا زحافات آنها تشکیل شده است. شکل سالم آن کاربرد چندانی ندارد و بیشتر مزاحف آن رایج است. وزن سالمِ کامل آن:
- مفاعیلن فاعلاتن| مفاعیلن فاعلاتن (ل - - - /- ل - -| ل - - - /- ل - -): بحر مضارع مثمن سالم

نه می پایی عهد خود را، نه می‌مانی یک دو روزی / درافتادم از پی تو، به افغان و آه و سوزی
اوزان پرکاربرد آن:
- مفعولُ فاعلاتن| مفعولُ فاعلاتن (مضارع مثمن اخرب)
- مفعولُ فاعلاتُ مفاعیلُ فاعلن (مضارع مثمن اخرب مکفوف محذوف)

### بحر طویل
بحرِ طَویل، از بحور مختلف‌الارکان شعر فارسی است که از ترکیب و تکرار دو رکن «فَعولُن/ مَفاعیلُن» یا زحافات آنها تشکیل شده است و از بحرهایی است که در زبان فارسی چندان رایج نیست. وزن سالمِ کامل آن:
- فعولن مفاعیلن| فعولن مفاعیلن (ل - - /ل - - -| ل - - /ل - - -): بحر طویل مثمن سالم

ز دل نالهٔ مرغی، شنیدم سحرگاهی / که بر یاد معشوقی، کشید از جگر آهی (مهدی الهی قمشه‌ای)
دیگر وزن کاربردی آن:
- فعولن مفاعیلن فعولن مفاعلن: بحر طویل مثمن مقبوض

### بحر مدید
بحرِ مَدید، از بحور مختلف‌الارکان شعر فارسی است که از ترکیب و تکرار دو رکن «فاعلاتُن/ فاعِلُن» یا زحافات آنها تشکیل شده است و از بحرهایی است که در زبان فارسی چندان رایج نیست. وزن سالمِ کامل آن:
- فاعلاتن فاعلن| فاعلاتن فاعلن (- ل - - /- ل -| - ل - - /- ل -): بحر مدید مثمن سالم

یار ما دلدار ما، عالم اسرار ما / یوسف دیدار ما، رونق بازار ما (مولوی)
دیگر اوزان پرکاربرد آن:
- فاعلاتن فاعلن فاعلاتن فاعلن: بحر مدید مثمن سالم
- فاعلاتن فاعلن فاعلاتن: بحر مدید مسدس سالم

### بحر خفیف
بحرِ خَفیف، از بحور مختلف‌الارکان شعر فارسی است که از ترکیب و تکرار سه رکن «فاعلاتُن/ مُستفعلن/ فاعلاتن» یا زحافات آنها تشکیل شده است و از بحرهایی است که سالم آن چندان متداول نیست. وزن سالمِ کامل آن:
فاعلاتن مستفعلن فاعلاتن (- ل - - /- - ل - /- ل - -): بحر خفیف مثمن سالم
اوزان پرکاربرد آن:
- فعلاتن مفاعلن فعلن: بحر خفیف مسدس مخبون محذوف (پنجمین وزن پرکاربرد شعر فارسی - وزن مثنوی‌های تعلیمی)
- فعلاتن مفاعلن فعلاتن: بحر خفیف مسدس مخبون

### بحر مجتث
بحرِ مُجْتَثّ، از بحور مختلف‌الارکان شعر فارسی است که از ترکیب و تکرار دو رکن «مُستفعلن/ فاعلاتن» یا زحافات آنها تشکیل شده است و از بحرهایی است که سالم آن چندان متداول نیست. وزن سالمِ کامل آن:
- مستفعلن فاعلاتن مستفعلن فاعلاتن (- - ل - /- ل - - /- - ل - /- ل - -): بحر مجتث مثمن سالم

دل بردی از من به یغما، ای ترک غارتگر من / دیدی چه آوردی ای دوست، از دست دل بر سر من (صفای اصفهانی)
اوزان پرکاربرد آن:
- مفاعلن فعلاتن مفاعلن فعلن: بحر مجتث مخبون محذوف (رایج‌ترین وزن شعر فارسی)
- مفاعلن فعلاتن| مفاعلن فعلاتن: بحر مجتث مثمن مخبون

### بحر سریع
بحرِ سَریع، از بحور مختلف‌الارکان شعر فارسی است که از ترکیب و تکرار سه رکن «مُستفعلن/ مستفعلن/ مفعولاتُ» یا زحافات آنها تشکیل شده است و از بحرهایی است که سالم آن چندان متداول نیست. وزن سالمِ کامل آن:
مستفعلن مستفعلن مفعولاتُ (- - ل - /- - ل - /- - - ل): بحر سریع مثمن سالم
وزن پرکاربرد آن:
- مفتعلن مفتعلن فاعلن: بحر سریع مسدس مطوی مکشوف

### بحر منسرح
بحرِ مُنسرح، از بحور مختلف‌الارکان شعر فارسی است که از ترکیب و تکرار دو رکن «مُستفعلن/ مفعولاتُ» یا زحافات آنها تشکیل شده است و از بحرهایی است که سالم آن چندان متداول نیست. وزن سالمِ کامل آن:
مستفعلن مفعولاتُ| مستفعلن مفعولاتُ (- - ل - /- - - ل| - - ل - /- - - ل): بحر منسرح مثمن سالم
اوزان پرکاربرد آن:
- مفتعلن فاعلن| مفتعلن فاعلن: (- ل ل - /- ل -| - ل ل - /- ل -) بحر منسرح مثمن مطوی مکشوف

سلسلهٔ موی دوست، حلقهٔ دام بلاست / هر که در این حلقه نیست، فارغ از این ماجراست (حافظ)
- مفتعلن فاعلاتُ مفتعلن فع: بحر منسرح مثمن مطوی منحور

### بحر مقتضب
بحرِ مُقتضب، از بحور مختلف‌الارکان شعر فارسی است که از ترکیب و تکرار دو رکن دو رکن «مفعولاتُ/ مُستفعلن» یا زحافات آنها تشکیل شده است و از بحرهایی است که سالم آن چندان متداول نیست. وزن سالمِ کامل آن:
مفعولاتُ مستفعلن| مفعولاتُ مستفعلن (- - - ل /- - ل -| - - - ل /- - ل -): بحر مقتضب مثمن سالم
اوزان پرکاربرد آن:
- فاعلاتُ مفعولن| فاعلاتُ مفعولن (- ل – ل /- - -| - ل – ل /- - -): بحر مقتضب مثمن مطوی مقطوع

وقت را غنیمت دان، آن قدر که بتوانی / حاصل از حیات ای دل، این دم است اگر دانی (حافظ)
- فاعلاتُ مفتعلن| فاعلاتُ مفتعلن: بحر مقتضب مثمن مطوی

### بحر بسیط
بحرِ بَسیط، از بحور مختلف‌الارکان شعر فارسی است که از ترکیب و تکرار دو رکن دو رکن «مُستفعلن/ فاعِلُن» یا زحافات آنها تشکیل شده است و از بحرهایی است در زبان فارسی چندان متداول نیست. وزن سالمِ کامل آن:
- مستفعلن فاعلن| مستفعلن فاعلن (- - - ل /- - ل -| - - - ل /- - ل -): بحر بسیط مثمن سالم

یارم اگر بوسه را، از لطف ارزان کند / شاید که یه بوسه اش، ارزانتر از جان کند (مهدی الهی قمشه ای)
دیگر وزن پرکاربرد آن:
- مستفعلن فعلن| مستفعلن فعلن: بحر بسیط مثمن مخبون

### بحر جدید
بحرِ جَدید (غَریب)، از بحور مختلف‌الارکان شعر فارسی است که از ترکیب و تکرار سه رکن «فاعلاتن/ فاعلاتن/ مستفعلن» یا زحافات آنها تشکیل شده است و از بحرهایی است در زبان فارسی چندان متداول نیست. وزن سالمِ کامل آن:
- فاعلاتن فاعلاتن مستفعلن (- ل - - /- ل - - /- - ل -): بحر جدید مسدس سالم

ای نگارین روی دلبر، کم کن ستم / کاین دل من بی رخ تو، پر شد ز غم (المعجم)
دیگر وزن پرکاربرد آن:
- فعلاتن فعلاتن مفاعلن: بحر جدید مسدس مخبون

### بحر قریب
بحرِ قَریب، از بحور مختلف‌الارکان شعر فارسی است که از ترکیب و تکرار سه رکن «مَفاعیلُن/ مفاعیلن/ فاعِلاتُن» یا زحافات آنها تشکیل شده است و از بحرهای مختص زبان فارسی است اما شکل سالم آن چندان متداول نیست. وزن سالمِ کامل آن:
مفاعیلن مفاعیلن فاعلاتن (ل - - - /ل - - - /- ل - -): بحر قریب مسدس سالم
اوزان پرکاربرد آن:
- مفاعیلُ مفاعیلُ فاعلن: بحر قریب مسدس مکفوف محذوف

خرد را عجب آید از این نبید / و زان کو به نبیدش دل آرمید (ملک الشعرای بهار)
- مفعولُ مفاعیلُ فاعلاتن: بحر قریب مسدس اخرب مکفوف (سالم عروض و ضرب)

### بحر مشاکل
بحرِ مشاکل، از بحور مختلف‌الارکان شعر فارسی است که از ترکیب و تکرار سه رکن «فاعِلاتُن/ مَفاعیلُن/ مفاعیلن» یا زحافات آنها تشکیل شده است و از بحرهای مختص زبان فارسی است اما شکل سالم آن چندان متداول نیست. وزن سالمِ کامل آن:
فاعلاتن مفاعیلن مفاعیلن (- ل - - /ل - - - /ل - - -): بحر مشاکل مسدس سالم
وزن پرکاربرد آن:
- فاعلاتُ مفاعیلُ فعولن: بحر مشاکل مسدس مکفوف محذوف

ای نگار سیه چشم سیه موی / سرو قدّ نکو روی نکو گوی (المعجم)

### بحور ناشناخته
در میان اشعار زبان فارسی بعضی اوزان نادر خارج از این نوزده بحر مشهور نیز به چشم می‌خورد از جمله: بحر عمیق – بحر عریض

#### بحر عمیق
بحر عَمیق، (مقلوب بحر مدید) از بحور مختلف‌الارکان که از ترکیب و تکرار سه رکن «فاعِلُن/ فاعِلاتُن» یا زحافات آنها تشکیل شده است و از بحور ناشناخته زبان فارسی است. وزن سالمِ کامل آن:
- فاعلن فاعلاتن| فاعلن فاعلاتن (- ل - /- ل - -| - ل - /- ل- -): بحر عمیق مثمن سالم[۳]

تو اگر می‌شتابی سوی مرغان آبی / آب حیوان نیابی، قلزم شادمانی (مولوی)
- فاعلن مفعولن| فاعلن مفعولن (- ل - /- - -| - ل - /- - -): بحر عمیق مثمن مشعّث[۴]

وعده کردی کآیم، وعده را می‌پایم / ای قمر سیمایم، تو کرا می پایی (مولوی)

#### بحر عریض
بحر عَریض، (مقلوب بحر طویل) از بحور مختلف‌الارکان که از ترکیب و تکرار دو رکن «مَفاعیلُن/ فَعولُن» یا زحافات آنها تشکیل شده است و از بحور ناشناخته زبان فارسی اما شکل سالم آن چندان متداول نیست. وزن سالمِ کامل آن:
مفاعیلن فعولن| مفاعیلن فعولن (ل - - - /ل - -| ل - - - /ل- -): بحر عریض مثمن سالم
وزن پرکاربرد آن:
- مفاعلن فعولن| مفاعلن فعولن (ل - ل - /ل - -| ل - ل - /ل- -): بحر عریض مثمن مقبوض[۶]

بیا بیا و باز آ، به صلح سوی خانه / مرو مرو ز پیشم، کتف چنین مجنبان (مولوی)